# キム・ミンス
キム・ミンス（金岷秀、Kim Min Soo、1975年1月22日 - ）は、韓国の男性総合格闘家。元柔道家。全羅北道益山市出身の父親の下で生まれたため、故郷は全羅北道であるが、京畿道光明市出身。コリアン・トップチーム所属。

## 来歴
龍仁大学校柔道学科出身。
柔道家時代は1996年アトランタオリンピック柔道95kg級の銀メダリストで、9年連続で韓国代表選手。ちなみに金メダリストはPRIDEに参戦したパウエル・ナツラである。
2005年3月26日、HERO'Sでボブ・サップを相手に総合格闘技デビュー。左右のフック連打でサップに鼻血を出させるも、ドクターチェックが入り、試合再開直後にサップの右パンチをもらいKO負け。
2005年11月5日、HERO'S 2005 in SEOULでショーン・オヘアと対戦し、フロントチョークで一本勝ち。総合格闘技初勝利を挙げた。
2006年6月3日、K-1 WORLD GP 2006 in SEOULで立ち技格闘技にも参戦。ASIA GPの1回戦を判定勝利。準決勝ではムラッド・ボウジディに2Rにダウンを奪われるも、3Rにダウンを奪い返す。判定はドローとなり延長戦ではローブローに苦しむが、積極的に前に出て判定勝ち。柔道家がキックボクサーから大金星を挙げ、決勝に進出。決勝では藤本祐介の右フックでKO負けし、準優勝となった。
2007年3月12日、HERO'S 2007 開幕戦 〜名古屋初上陸〜でマイティ・モーと対戦。1Rにフックの連打を浴び、前のめりに倒れTKO負けを喫した。
2007年6月2日、Dynamite!! USAでブロック・レスナーと対戦。タックルでテイクダウン後、マウントポジションからのグラウンドパンチを受け、タップアウト負け。この試合はチェ・ホンマンがメディカルチェックで出場許可が下りなかったための緊急参戦であった。
2007年9月29日、K-1 WORLD GP 2007 IN SEOUL FINAL16のオープニングファイトでランディ・キムと対戦し、判定勝ち。パク・ヨンスのGP出場が急遽決まったための緊急参戦となった。
2007年10月28日、母国で開催されたHERO'S KOREA 2007でミノワマンと対戦し、打撃でミノワマンを圧倒。最後は左右のフック連打でTKO勝ち。試合後はミノワマンのS.R.F.8回を見せた。
2008年8月9日、K-1 WORLD GP 2008 IN HAWAIIのスーパーファイトでスコット・ジャンクと対戦し、1Rに左フックで2度ダウンを奪い判定勝ち。

## 人物
- 同じ韓国人選手であるチェ・ホンマンやランディ・キムと親交がある。
- 現在は柔道の指導をしている。
- 2012年7月のロンドンオリンピックの準々決勝で海老沼匡に対して反則技である腕挫腋固を行った曹準好を批判している。

## 戦績

### 総合格闘技
| 総合格闘技 戦績 | 総合格闘技 戦績 | 総合格闘技 戦績 | 総合格闘技 戦績 | 総合格闘技 戦績 | 総合格闘技 戦績 | 総合格闘技 戦績 |
| --------------- | --------------- | --------------- | --------------- | --------------- | --------------- | --------------- |
| 11 試合         | (T)KO           | 一本            | 判定            | その他          | 引き分け        | 無効試合        |
| 4 勝            | 2               | 2               | 0               | 0               | 0               | 0               |
| 7 敗            | 6               | 1               | 0               | 0               | 0               | 0               |

| 勝敗 | 対戦相手           | 試合結果                             | 大会名                                                                | 開催年月日     |
| ×    | 戦闘竜             | 1R 1:12 KO（膝蹴り）                 | The Khan 2                                                            | 2009年11月27日 |
| ○    | ミノワマン         | 1R 3:46 TKO（スタンドパンチ連打）    | HERO'S KOREA 2007                                                     | 2007年10月28日 |
| ×    | ブロック・レスナー | 1R 1:09 ギブアップ（マウントパンチ） | Dynamite!! USA                                                        | 2007年6月2日   |
| ×    | マイティ・モー     | 1R 2:37 TKO（右フック）              | HERO'S 2007 開幕戦 〜名古屋初上陸〜                                   | 2007年3月12日  |
| ×    | ドン・フライ       | 2R 2:47 KO（右フック）               | HERO'S 2006 ミドル&ライトヘビー級世界最強王者決定トーナメント決勝戦   | 2006年10月9日  |
| ×    | セーム・シュルト   | 1R 4:46 三角絞め                     | HERO'S 2006 ミドル&ライトヘビー級世界最強王者決定トーナメント準々決勝 | 2006年8月5日   |
| ○    | 山本宜久           | 2R 1:32 チョークスリーパー           | HERO'S 2006                                                           | 2006年3月15日  |
| ○    | ショーン・オヘア   | 1R 4:46 フロントチョーク             | HERO'S 2005 in SEOUL                                                  | 2005年11月5日  |
| ×    | レイ・セフォー     | 2R 0:30 KO（右ハイキック）           | HERO'S 2005 ミドル級世界最強王者決定トーナメント                      | 2005年7月6日   |
| ×    | ボブ・サップ       | 1R 1:12 KO（右ストレート）           | HERO'S                                                                | 2005年3月26日  |
| ○    | ジン・ホー・ヤング | 3R 0:51 TKO                          | Spirit MC Revolution                                                  | 2004年12月6日  |

### キックボクシング
| キックボクシング 戦績 | キックボクシング 戦績 | キックボクシング 戦績 | キックボクシング 戦績 | キックボクシング 戦績 | キックボクシング 戦績 | キックボクシング 戦績 |
| --------------------- | --------------------- | --------------------- | --------------------- | --------------------- | --------------------- | --------------------- |
| 5 試合                | (T)KO                 | 判定                  | その他                | 引き分け              | 無効試合              |                       |
| 4 勝                  | 0                     | 4                     | 0                     | 0                     | 0                     |                       |
| 1 敗                  | 1                     | 0                     | 0                     | 0                     | 0                     |                       |

| 勝敗 | 対戦相手             | 試合結果               | 大会名                                                      | 開催年月日    |
| ○    | スコット・ジャンク   | 3R終了 判定3-0         | K-1 WORLD GP 2008 IN HAWAII 【スーパーファイト】            | 2008年8月9日  |
| ○    | ランディ・キム       | 3R終了 判定3-0         | K-1 WORLD GP 2007 IN SEOUL FINAL16 【オープニングファイト】 | 2007年9月29日 |
| ×    | 藤本祐介             | 2R 0:23 KO（右フック） | K-1 WORLD GP 2006 in SEOUL 【ASIA GP 決勝】                 | 2006年6月3日  |
| ○    | ムラッド・ボウジディ | 延長R終了 判定3-0      | K-1 WORLD GP 2006 in SEOUL 【ASIA GP 準決勝】               | 2006年6月3日  |
| ○    | キム・ギョンソック   | 3R終了 判定3-0         | K-1 WORLD GP 2006 in SEOUL 【ASIA GP 1回戦】                | 2006年6月3日  |

## 獲得タイトル
- 柔道ジュニア選手権 優勝（1994年）
- ユニバーシアード 柔道100kg級 優勝（1999年）
- アトランタオリンピック 柔道95kg級 銀メダル（1996年）
- K-1 WORLD GP 2006 in SEOUL 準優勝